# 鹤见翼桥
鹤见翼桥（日语：／），位于日本神奈川县横滨市鹤见区，是首都高速湾岸线跨越东京湾的一座斜拉桥。大桥主跨为510（1,673英尺），两侧边跨分别为255（837英尺）。
大桥于1987年1月开工建设，1994年12月21日正式开通。

## 概要
- 橋梁形式：雙塔鋼斜張橋
- 橋長：1,020m
- 主跨：510m
- 主塔：逆Y形 h=180m (Top：183m)
- 路面高度：57m
- 道路規格：第二種第一級（雙向6車道）
- 設計速度：80km/h

## 外部链接

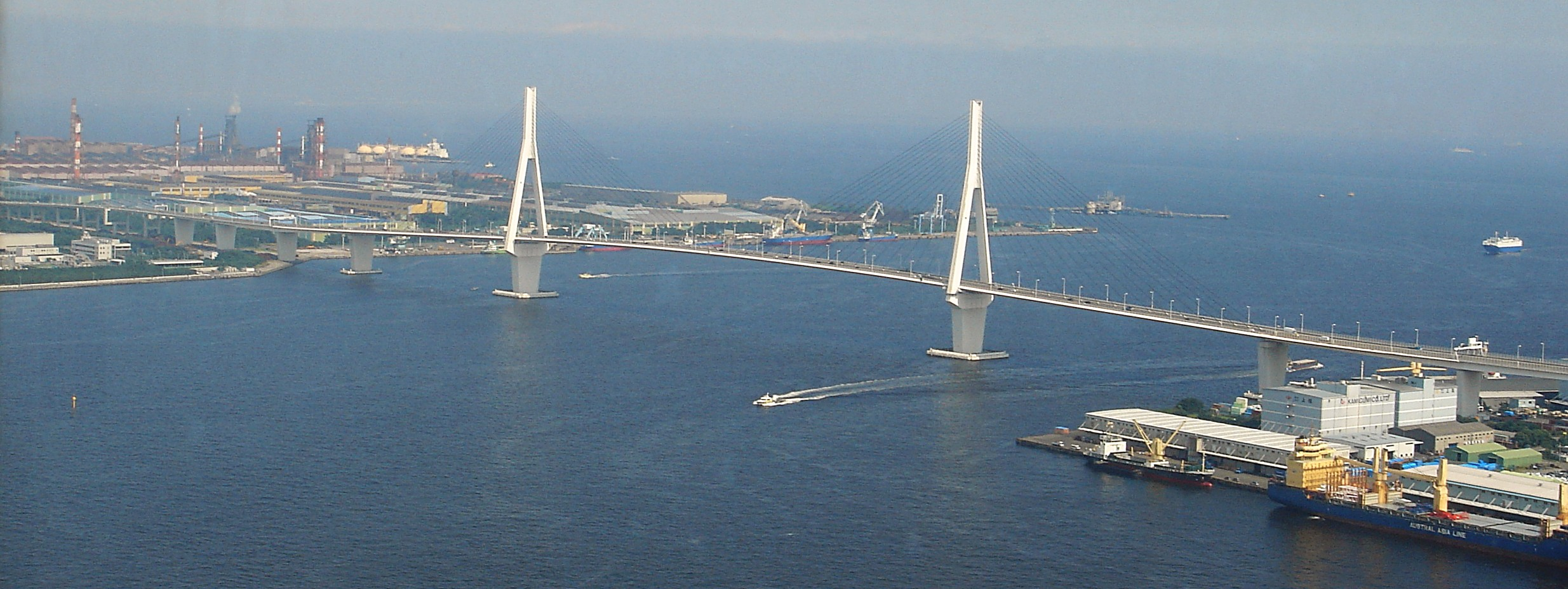
鹤见翼桥全景

## 歷史
- 1987年（昭和62年）1月－動工
- 1994年（平成6年）12月21日－通車

## 鄰接
首都高速灣岸線
大黑系統交流道/(B08,B09)大黑埠頭出入口/大黑停車區 - 鶴見翼橋 - (B10, B11)東扇島出入口